# Petrovita
La petrovita és un mineral de la classe dels sulfats. Rep el nom del professor Tomas Georgievich Petrov (n. 1931), doctorat, per "les seves contribucions a la mineralogia i la cristal·lografia i (...) el desenvolupament de la tecnologia industrial de fabricació de joies de malaquita".

## Característiques
La petrovita és un sulfat de fórmula química Na₁₂Cu₂(SO₄)₈. Va ser aprovada com a espècie vàlida per l'Associació Mineralògica Internacional l'any 2019, i redefinida el 2021 canviant la fórmula química prèvia, Na₈(NaCu)Cu₂Na(SO₄)₈, per l'actual. Cristal·litza en el sistema monoclínic. La seva duresa a l'escala de Mohs és 4. Químicament és similar a la saranchinaïta i a la puninita.
L'exemplar que va servir per a determinar l'espècie, el que es coneix com a material tipus, es troba conservat a les col·leccions del museu mineralògic de la Universitat Estatal de Sant Petersburg (Rússia), amb el número de catàleg: 1/19696.
El descobriment d'aquesta espècie és particularment interessant degut a la seva composició i estructura, formada per àtoms d'oxigen, sofre, sodi i coure, que formen un marc porós, on els buits estan connectats entre si per canals a través dels quals es poden moure àtoms de sodi relativament petits. Això significa que si s'aconsegueix sintetitzar la petrovita en un laboratori podria ser útil com a component de les bateries de ions de sodi, un tipus de bateria recarregable que podria convertir-se en una alternativa assequible a les bateries de ions de liti.

## Formació i jaciments
Va ser descoberta a Rússia, al segon con d'escòria de l'avanç nord de la Gran erupció fissural del volcà Tolbàtxik (Krai de Kamtxatka), on es troba en forma de cristalls tabulars que sovint porten inclusions gasoses, intercrescude en agregats globulars. Aquest volcà és l'únic indret de tot el planeta on ha estat descrita aquesta espècie mineral.